# Stephen Clark Foster
Stephen Clark Foster (ur. 1822, zm. 1898) – amerykański polityk, pierwszy burmistrz Los Angeles pod zwierzchnictwem USA w latach 1848-1850 (nie jest uwzględniony na liście jako pierwszy, gdyż Los Angeles amerykańskie prawa miejskie uzyskało dopiero w 1850 roku). Funkcję tę sprawował jeszcze trzykrotnie: od 4 maja 1854 do 13 stycznia 1855 roku, od 25 stycznia 1855 roku do 22 maja 1855 roku oraz od 7 maja 1856 do 22 września 1856 roku.